# 明田一久
明田 一久（あけた かずひさ、1971年 - ）は、日本の彫刻家。

## 略歴
1971年、群馬県高崎市生まれ。高崎市在住。アトリエは同県前橋市内にある。
1995年大阪芸術大学美術学科彫刻コースを卒業し、1997年に大阪芸術大学専攻科美術彫刻を修了した。
大阪芸術大学在学中に、実習で石を彫った際には手作業で石を四角にする作業も思いどおりにできないありさまで、卒業後は素材として使うことはできないという感想を抱いた。そのため、在学中は苦手な石を扱うべく、金属と石の選択で石を選択した。ところが、扱いづらいぶん面白いとも感じるようになってくる。卒業制作では人体を彫ってたが失敗してしまい、人体以外の作品にする必要が出てきてしまう。悩んだ末に幼稚園の頃に好きで図工の時間のモチーフにもしていたペンギンの形を作る。このペンギンから作風が変わり、ペンギンをモチーフにして作った「南極島シリーズ」という代表作ができあがることになった。

## 作品
作品のコンセプトとして、彫刻に直接触れてもらい思わず吹き出すような作品を作ることを心掛けている。ギャグを交えながら面白いタイトルを考えたり、自分の趣味や興味があることを作品の中に取り入れることで、作品の面白さを倍増させることを心掛ける。

## 賞歴
- 2000　日向現代彫刻展　日向市民大賞
- 2005　第6回桜の森コンクール　優秀賞
- 2006　第18回富嶽ビエンナーレ　佳作賞
- 2008　第3回りんごアートコンテスト　優秀賞
- 2008　第59回群馬県美術展覧会　高崎市教育長賞
- 2009　第60回群馬県美術展覧会　県議会議長賞
- 2010　第61回群馬県美術展覧会　県議会議長賞
- 2012　第5回小江戸川越トリエンナーレ　優秀賞
- 2012　第77回高崎市民美術展覧会　群馬県教育長賞
- 2012　第63回群馬県美術展覧会　上毛新聞社賞
- 2013　ART FOR CHILDREN AWARD 2013　オーディエンス賞
- 2017　第28回吉野工芸の里フェスタ　アート＆クラフトin御仏供杉　奨励賞
- 2018　第23回中国ハルビン国際雪像彫刻大会　最佳技巧賞（グループ受賞）

## パブリックコレクション及び収蔵作品
- 笠間芸術の森公園（茨城県笠間市）
- 神戸市灘区敏馬神社（兵庫県）
- 宮崎県日向市
- 高崎市立浜尻小学校（群馬県）
- 群馬県館林市
- ホテルベラヴィータ（群馬県沼田市）
- 秋田県井川町
- 新潟県十日町市
- 渋川市美術館・桑原巨守彫刻美術館（群馬県）
- 協同組合川越バンテアン(埼玉県）
- キャピタルウッズ株式会社（群馬県高崎市）
- えがおのはなさくみんなのほいくえん（宮城県加美郡）
- 湯元四萬舘（群馬県中之条町四万）
- 宮崎県児湯郡高鍋町
- 株式会社ヤマト（群馬県前橋市）
- 藤本ぽかぽか整体院（宮崎県児湯郡）
- 株式会社共和コーポレーション（長野県長野市）
- 社会福祉法人新生会（群馬県高崎市）
- 社会福祉法人前橋あそか会（群馬県前橋市）

他個人蔵多数（順不同）

## 外部サイト
- 公式ホームページ
- 明田一久 (@ak19intersept) - X（旧Twitter）